# Патрик Андраде
Ериксон Патрик Корея Андраде (на португалски: Erickson Patrick Correia Andrade) е кабовердиански футболист, който играе на поста полузащитник. Състезател на Карабах.

## Успехи
Карабах
- Азербайджанска висша лига (1): 2021/22